# Martín Muñoz de la Dehesa
Martín Muñoz de la Dehesa ist ein Ort und eine Gemeinde (municipio) mit 307 Einwohnern (Stand: 2024) in der zentralspanischen Provinz Segovia in der Autonomen Region Kastilien-León.

## Lage und Klima
Martín Muñoz de la Dehesa liegt in der kastilischen Meseta in ca. 835 m Höhe ungefähr 66 Kilometer (Fahrtstrecke) westnordwestlich der Provinzhauptstadt Segovia. Am Westrand der Gemeinde verläuft die Autovía A-6. Das Klima ist gemäßigt bis warm; Regen (447 mm/Jahr) fällt mit Ausnahme der trockenen Sommermonate übers Jahr verteilt.

## Bevölkerungsentwicklung
| Jahr      | 1970 | 1981 | 1991 | 2001 | 2011 | 2021 |
| Einwohner | 205  | 177  | 183  | 199  | 206  | 232  |

## Sehenswürdigkeiten

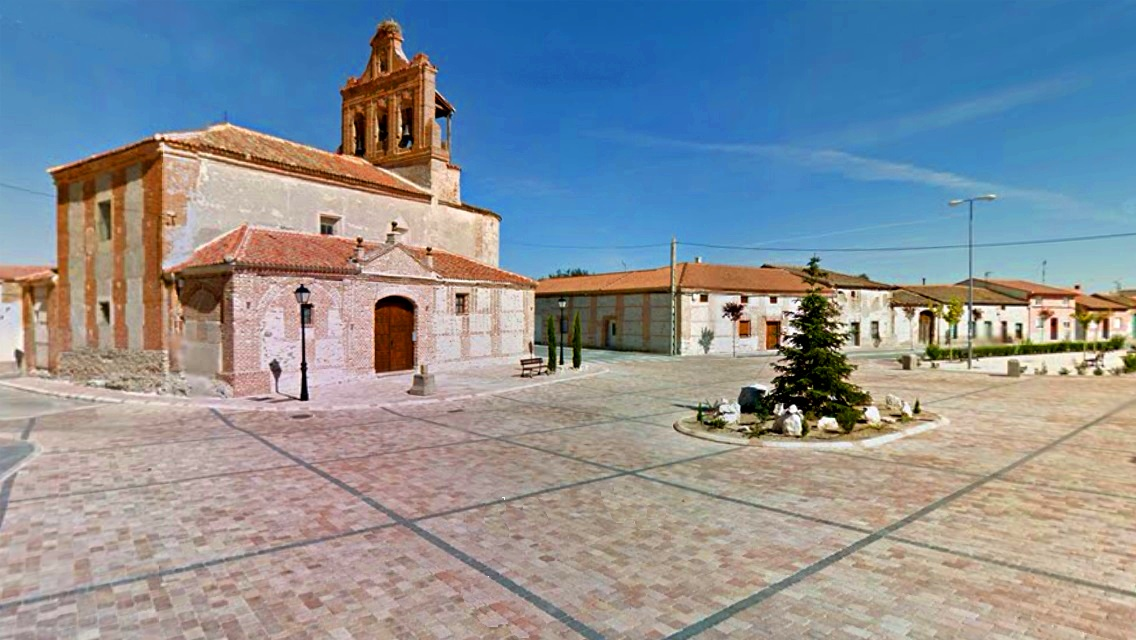
Kirche Mariä Himmelfahrt
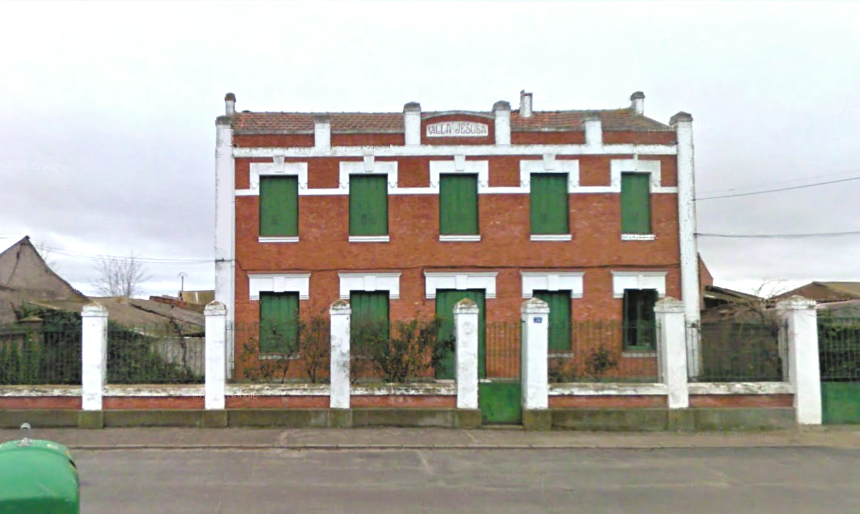
Villa Jesusa

- Kirche Mariä Himmelfahrt
- Villa Jesusa